# Carica Xu Pingjun
Carica Xu Pingjun (許平君) (? - 71. pr. Kr.), formalno Carica Gong'ai (恭哀皇后) (doslovno: "Poštovana i žaljena carica") te ponekad Carica Xiaoxuan (孝宣皇后) bila je carica Kine iz dinastije Han. Bila je prva supruga cara Xuana te je umrla mlada zbog trovanja koje je orkestrirala Xian (顯), supruga Huo Guanga.